# Xã Clarence, Quận Barton, Kansas
Xã Clarence (tiếng Anh: Clarence Township) là một xã thuộc quận Barton, tiểu bang Kansas, Hoa Kỳ. Năm 2010, dân số của xã này là 117 người.